# XML 인포메이션 세트
XML 인포메이션 세트(XML Information Set, XML Infoset)는 정보(information) 항목 세트 측면에서 XML 문서의 추상 데이터 모델을 설명하는 W3C 사양이다. XML 인포메이션 세트 사양의 정의는 올바른 형식의 XML 문서에 있는 정보를 참조해야 하는 다른 사양에서 사용하기 위한 것이다.
XML 문서는 형식이 올바르고 네임스페이스 제약 조건을 충족하는 경우 정보 세트를 갖는다. 정보 세트를 갖기 위해 XML 문서가 유효해야 한다는 요구 사항은 없다.
인포메이션 세트에는 최대 11개의 서로 다른 유형의 정보 항목이 포함될 수 있다.
1. 문서 정보 항목(항상 존재)
2. 요소정보 항목
3. 속성정보 항목
4. 처리지시정보 항목
5. 확장되지 않은 엔터티 참조 정보 항목
6. 캐릭터 정보 항목
7. 코멘트 정보 항목
8. 문서 유형 신고 정보 항목
9. 구문 분석되지 않은 엔터티 정보 항목
10. 표기 정보 항목
11. 네임스페이스 정보 항목

XML은 초기에 해당 인포메이션 세트에 대한 공식적인 정의 없이 개발되었다. 이는 1999년에 시작된 후속 작업에 의해서만 공식화되었으며, 그해 12월 말에 별도의 W3C 작업 초안으로 처음 게시되었다. 인포셋 권장 사항 제2판은 2004년 2월 4일에 채택되었다. XML 표준의 2.0 버전이 게시된다면 인포셋 권장 사항이 해당 표준의 필수 부분으로 흡수될 가능성이 높다.

## 같이 보기
- 문서 객체 모델
- SXML